# Trichogorgia brasiliensis
Trichogorgia brasiliensis is een zachte koraalsoort uit de familie Plexauridae. De koraalsoort komt uit het geslacht Trichogorgia. Trichogorgia brasiliensis werd in 2010 voor het eerst wetenschappelijk beschreven door Castro, Medeiros & Loiola.